# Оськинская волость
Оськинская волость — историческая административно-территориальная единица Коротояцкого уезда Воронежской губернии с центром в селе Оськино.
По состоянию на 1885 год состояла из 7 поселений, 7 сельских общин. Население — 14 811 человек (7377 мужского пола и 7434 — женской), 1791 дворовое хозяйство.
|                       | Площадь, десятин | В том числе пахотной, дес. |
| --------------------- | ---------------- | -------------------------- |
| Сельских общин        | 31324            | 21736                      |
| Частной собственности | 383              | 175                        |
| Другой собственности  | 217              | 217                        |
| В общем               | 31924            | 22128                      |

Крупнейшие поселения волости на 1880 год:
- Оськино — бывшее государственное село за 30 верст от уездного города, 2828 человек, 370 дворов, православная церковь, школа, почтовая станция, 4 скамейки, 15 гончарных заводов, 26 ветряных мельниц, ежегодная ярмарка.
- Мастюгино — бывшее государственное село, 1971 лицо, 230 дворов, православная церковь, 12 ветряных мельниц.
- Плотава (Платава) — бывшее государственное село, 2625 человек, 326 дворов, православная церковь, 2 лавки, 25 ветряных мельниц.
- Розсошки — бывшее государственное село при реке Розсошка, 1069 человек, 162 дворов, православная церковь, лавка.
- Сторожевое — бывшее государственное село при реке Дон, 3205 человек, 369 дворов, православная церковь, школа, 3 лавки, 19 ветряных мельниц, ежегодная ярмарка.
- Яблочное (Верлино) — бывшее государственное село, 2909 человек, 422 двора, православная церковь, 32 ветряных мельницы.